# All I Want for Christmas Is My Two Front Teeth
All I want for Christmas is my two front teeth (= “Tutto ciò che voglio per Natale sono i miei due denti davanti”) è un'allegra e famosa canzone natalizia statunitense, scritta da Donald Yetter Gardner nel 1944 e pubblicata nel 1946.
Il brano venne portato al successo da Spike Jones & His City Slickers, i quali furono i primi ad inciderlo nel 1948.

In seguito venne inciso da numerosi altri cantanti, quali le Andrews Sisters, i Platters, Nat King Cole, ecc. (v. il paragrafo “Versioni discografiche varie”)
Fu un grande successo negli Stati Uniti tra la fine degli anni quaranta e la metà degli anni cinquanta: le varie versioni incise tra il 1948 e il 1955 si piazzarono infatti puntualmente tra i primi dieci posti delle classifiche dei dischi più venduti.

## Storia

### Composizione
Ad ispirare la composizione del brano fu una circostanza particolare: siamo in prossimità delle festività natalizie del 1944, quando l'autore, Donald Yetter Gardner, che di professione faceva l'insegnante, chiese un giorno ai propri studenti della scuola di Smithtown, New York che cosa desiderassero come regalo per Natale, e, mentre gli alunni rispondevano, notò che quasi a tutti mancava almeno un dente davanti; compose quindi la canzone quasi di getto, nel giro di circa mezz'ora.
In un'intervista del 1995, l'autore si disse stupito del successo ottenuto da una canzone di questo tipo, da lui definita silly little song (= “una sciocca canzoncina”).

### Prima incisione discografica
La prima incisione, ad opera di Spike Jones & His City Slickers uscì il 6 dicembre 1948:  il brano  veniva eseguito in falsetto dal leader dei City Slickers, George Rock.
La  canzone raggiunse il primo posto delle classifiche statunitensi nel 1949.

## Testo
Si tratta di quella che in lingua inglese viene definita “novelty song”, ovvero una canzone “comica”.
Nello specifico, un bambino si lamenta di non poter pronunciare bene alcune frasi, tra cui la formula d'augurio “Merry Christmas” (= “Buon Natale”), essendo privo dei due denti davanti. Così, per Natale non chiede nient'altro che gli vengano “restituiti”.

## Versioni discografiche varie
Oltre alla prima versione di Spike Jones & His City Slickers, il brano venne inciso, tra gli altri, anche da:
- The Andrews Sisters & Danny Kaye
- The Chipmunks
- Barry Gordon (1955)[4].
- Hampton String Quartet
- The Kelly Family[5].
- The Platters
- Amanda Sollum
- George Strait

## Versioni parodistiche
- Una versione parodistica del brano è stata incisa dal cantante RuPaul ed inserita nel suo album Ho, Ho, Ho.
- Il cantante country e compositore di parodie Cledus T. Judd incise nel 2002 All I Want For Christmas Is Two Gold Front Teef, che fa parte del suo album Cledus Navidad.